# In My Lifetime, Vol. 1
In My Lifetime, Vol. 1 er det andet album fra Jay-Z og det første der fik større kommercielle succes.

## Nummerliste
1. "Intro/Rhyme No More/A Million and One Questions"
2. "The City Is Mine" (Featuring Blackstreet)
3. "I Know What Girls Like" (Featuring Puff Daddy & Lil' Kim)
4. "Imaginary Player"
5. "Streets Is Watching"
6. "Friend Or Foe '98"
7. "Lucky Me"
8. "(Always Be My) Sunshine" (Featuring Foxy Brown & Babyface)
9. "Who You Wit II"
10. "Face Off" (Featuring Sauce Money)
11. "Real Niggas" (Featuring Too $hort)
12. "Rap Game/Crack Game"
13. "Where I'm From"
14. "You Must Love Me"

1. ↑  Navnet er anført på svensk og stammer fra Wikidata hvor navnet endnu ikke findes på dansk.